# فرودگاه بوردو-مرینیاک
فرودگاه بوردو–مرینیاک (به انگلیسی: Bordeaux–Mérignac Airport) (به زبان بومی: Aéroport de Bordeaux-Mérignac) یک فرودگاه همگانی و نظامی مسافربری با کد یاتا BOD است که یک باند فرود آسفالت دارد و طول باند آن ۳۱۰۰ متر است. این فرودگاه در شهر بوردو (فرانسه) کشور فرانسه قرار دارد و در ارتفاع ۴۹ متری از سطح دریا واقع شده‌است.

## شرکت‌های هواپیمایی و مقصدهای پروازی

### مسافری
| شرکت‌های هواپیمایی                    | مقصدهای پروازی |
| ------------------------------------ | --- |
| ایجین ایرلاینز                       | فصلی: آتن، هراکلین |
| ایر لینگاس                           | دوبلین |
| ایگل آزور                            | فصلی: هواری بومدین |
| هواپیمایی الجزایر                    | هواری بومدین, اس سینیا وهران |
| ایر عربیا مغرب                       | فس-سایس |
| ایربالتیک                            | فصلی: ریگا (آغاز از ۳ ژوئن ۲۰۱۸) |
| کورسیکا ایر                          | فصلی: آیاتچو – ناپلئون بنوپارت، کلوی–سینت-کاترین |
| ایر فرانس                            | شارل دوگل پاریس، اورلی فصلی: کپنهاگ، فرانکفورت |
| Air Transat                          | فصلی: مونترآل-پییر الیوت ترودو |
| ای‌اس‌ال ایرلاینز فرانسه               | فصلی: وین |
| بلو ایر                              | هنری کواندا |
| بریتیش ایرویز                        | گاتویک |
| بروکسل ایرلاینز                      | فصلی: بروکسل |
| Chalair Aviation                     | برست برتانی، کان–کرپیکه، مونپلیه - مدیترانه، نانت آتلانتیک، رن - سن-ژاک |
| ایزی‌جت                               | اسخیپول آمستردام، بارسلونا-ال پرات، برلین شونفلد، بریستول، بروکسل، لیل، لیسبون پورتلا، گاتویک، لوتن لندن، لیون-سینت اگزوپری، مراکش-منارا، مارسی پروانس، میلانو مالپنسا، نیس کوت دازور، ونیز مارکو پولو فصلی: بلفاست، گلاسگو، هامبورگ، جان لنون لیورپول, پالما د مایورکا                                                              |
| easyJet Switzerland                  | بازل-مولوز-فرایبورگ اروپا، ژنو |
| فلای‌بی                               | فصلی: بیرمنگام، ساوت‌همپتون |
| Helvetic Airways                     | فصلی: زوریخ |
| هاپ!                                 | دوسلدورف (آغاز از ۳۰ اکتبر ۲۰۱۷) , لیل، لیون-سینت اگزوپری، مارسی پروانس, نیس کوت دازور، لئوناردو دا وینچی-فیومیچینو، استراسبورگ فصلی: آیاتچو – ناپلئون بنوپارت، باستیا – پورتا، فیگاری ساد-کورسه |
| ایبریا ایرلاین اجرا توسط ایر نوستروم | مادرید-باراخاس |
| ایبریا اکسپرس                        | مادرید-باراخاس |
| کاال‌ام                               | اسخیپول آمستردام |
| کاال‌ام اجرا توسط کی‌ال‌ام سیتی‌هاپر     | اسخیپول آمستردام |
| لوفت‌هانزا                            | فصلی: فرانکفورت |
| نروجین ایر شاتل                      | فصلی: گاردرموئن اسلو، استکهلم-آرلاندا |
| هواپیمایی پادشاهی مراکش              | محمد پنجم، مراکش-منارا |
| رایان‌ایر                             | اوریو آل سریو، بروکسل جنوب شرلروآ, استانستد لندن، فرنسیسکو جسا کارنئیرو، چمپینو، رم، سن پابلو فصلی: بلوونی گوگلیلمو مارکونی، کرک، ادینبرو |
| تاپ پرتغال اجرا توسط TAP Express     | لیسبون پورتلا |
| TUI fly Belgium                      | اگادیر المسیره، محمد پنجم، مراکش-منارا |
| تونس ایر                             | تونس قرطاج |
| ترکیش ایرلاینز                       | فصلی: آتاترک |
| ولوتی                                | آیاتچو – ناپلئون بنوپارت، باستیا – پورتا، مادرید-باراخاس، مالاگا، مونیخ، پراگ رازیون، استراسبورگ، تنریف جنوبی، ونیز مارکو پولو فصلی: آلیکانته-الچه، کورفو، دوبروونیک، فارو، فیگاری ساد-کورسه، فوئرته‌ونتورا، گرن کناریا، ایبیزا، مالت، ناپل، اولبیا - کاستا اسمرالدا، پالما د مایورکا، پالرمو, گالیله، ملی سادورینی، اسپلیت، تولن-ایر |
| ویولینگ                              | بارسلونا-ال پرات فصلی: مالاگا، پالما د مایورکا |
| ویز ایر                              | بوداپست فرنک لیست (آغاز از ۲۲ سپتامبر ۲۰۱۷) , شوپن ورشو (آغاز از ۲۵ مارس ۲۰۱۸) |
| ایکس‌ال ایرویز فرانسه                 | فصلی: مارتینیک امه سزر (آغاز از ۲ ژانویه ۲۰۱۸) |

### باری
| شرکت‌های هواپیمایی            | مقصدهای پروازی       |
| ---------------------------- | -------------------- |
| ای‌اس‌ال ایرلاینز فرانسه       | شارل دوگل پاریس      |
| دی‌اچ‌ال اوییشن اجرا توسط Exin | لایپزیگ/هال، ویتوریا |